# La Unión CF
CF La Unión is een Spaanse voetbalclub uit La Unión. De ploeg werd opgericht in 2000. Thuisstadion is het Polideportivo Muncipal in La Unión. Vanaf seizoen 2023-2024 komt de ploeg terug uit in Segunda Federación.

## Geschiedenis van het voetbal in La Unión
De eerste voetbalploeg van de entiteit noemde CD La Unión, dat werd opgericht in 1959 en dat weer verdween in 1975. Dit team heette Deportivo Unionense tot 1965 en speelde drie seizoenen in de Tercera División.
Een andere ploeg zag het zonlicht in 1972 als La Unión Athlétic. Ook deze ploeg speelde drie seizoenen in de Tercera División. In 1995 fusioneerde men met Efesé Cartagena Deportivo om de club Efesé-Unión CF Cartagena te vormen. Deze ploeg veranderde later haar naam in Cartagena Atlético.

## Geschiedenis van CF La Unión
De huidige ploeg werd opgericht in 2000 onder de naam CD La Unión en na twee seizoenen gespeeld te hebben in de Primera Territorial promoveerde ze naar de Territorial Preferente. Het eerste jaar kende men wat moeilijkheden om het behoud af te dwingen, maar het volgende seizoen werd de titel behaald, waardoor de stijging naar de Tercera División een feit werd. Tijdens het debuutseizoen 2004-2005 werd een mooie vijftiende plaats afgedwongen. Na nog drie seizoenen in de subtop gespeeld te hebben, werd tijdens het seizoen 2008-2009 met een derde plaats de play offs afgedwongen. In de eerste ronde slaagde de ploeg om Rayo Majadahonda uit te schakelen, maar in de tweede ronde bleek Sociedad Deportiva Noja te sterk te zijn.
Streekgenoot FC Cartagena kon in hetzelfde seizoen wel de promotie naar de Segunda División A afdwingen en een overeenkomst tussen beide ploegen kwam tot stand zodat de ploeg uit La Unión vanaf seizoen 2009-2010 zou optreden als het reserve team van de grote buur. Vanaf dit seizoen werd de naam veranderd in FC Cartagena-La Unión. Tijdens het eerste seizoen van de samenwerking werd net de eindronde gemist, maar het daaropvolgende seizoen 2010-2011 kon de eindronde voor promotie afgedwongen worden. In de eerste ronde kwam Montañesa uit Barcelona als tegenstander uit de urne. In de heenronde werd de thuiswedstrijd afgesloten met een 2-2 gelijkspel, waarna de uitschakeling volgde na een 1-0-verlies na een penalty van de tegenstander. De ontgoocheling bijFrancisco Gómez Hernández was zo groot dat hij contact opzocht bij Cartagena FC en deze ploeg werd vanaf seizoen 2011-2012 de B-ploeg van FC Cartagena.
Maar er kwam een nieuwe omwenteling aan doordat Caravaca Club de Fútbol, een ploeg uit de Segunda División B, niet voldoende fondsen bij elkaar kon krijgen voor het volgende seizoen. De ploeg uit de mijnstad nam haar plaats in en zo nam de ploeg vanaf seizoen 2011-2012 onder de naam CF La Unión deel aan de competitie van de Segunda División B. De ploeg eindigde op een achttiende plaats met degradatie naar de Tercera División als gevolg.  Doordat de ploeg de spelers niet volledig betaald had, werd de ploeg door een administratieve sanctie vanaf seizoen 2012-2013 ingedeeld in Preferente.  De ploeg werd echter onmiddellijk kampioen zodat ze vanaf 2013-2014 plaats nam in de Tercera División.  Dat eerste seizoen eindigde de ploeg vijfde, net buiten de plaatsen die vechten voor promotie.  Het seizoen 2014-2015 was minder succesvol met een achtste plaats als einduitslag.

## Gewonnen prijzen

### Nationale competitie
Geen enkele prijs

### Overzicht
| seizoen | competitie               | positie     | resultaat                                                                                |
| ------- | ------------------------ | ----------- | ---------------------------------------------------------------------------------------- |
| 2000/01 | Primera Territorial (VI) |             | Behoud                                                                                   |
| 2001/02 | Primera Territorial (VI) | Kampioen    | stijgt naar Preferente                                                                   |
| 2002/03 | Preferente (V)           |             | Behoud                                                                                   |
| 2003/04 | Preferente (V)           | Kampioen    | stijgt naar Tercera División                                                             |
| 2004/05 | Tercera División (IV)    | 15de plaats | Behoud                                                                                   |
| 2005/06 | Tercera División (IV)    | 9de plaats  | Behoud                                                                                   |
| 2006/07 | Tercera División (IV)    | 6de plaats  | Behoud                                                                                   |
| 2007/08 | Tercera División (IV)    | 7de plaats  | Behoud                                                                                   |
| 2008/09 | Tercera División (IV)    | 3de plaats  | Eindronde, behoud                                                                        |
| 2009/10 | Tercera División (IV)    | 5de plaats  | Behoud                                                                                   |
| 2010/11 | Tercera División (IV)    | 4de plaats  | Eindronde, behoud maar neemt plaats in van Caravaca Club de Fútbol in Segunda División B |
| 2011/12 | Segunda División B (III) | 18de plaats | Degradatie, gevolgd door administratieve degradatie                                      |
| 2012/13 | Preferente (V)           | 1ste plaats | Promotie                                                                                 |
| 2013/14 | Tercera División (IV)    | 5de plaats  | Behoud                                                                                   |
| 2014/15 | Tercera División (IV)    | 8ste plaats | Behoud                                                                                   |
| 2015/16 | Tercera División (IV)    | 6de plaats  | Behoud                                                                                   |
| 2016/17 | Tercera División (IV)    | 10de plaats | Behoud                                                                                   |
| 2017/18 | Tercera División (IV)    | 18de plaats | Behoud                                                                                   |
| 2018/19 | Tercera División (IV)    | 19de plaats | Degradatie                                                                               |
| 2019/20 | Preferente (V)           | 4de plaats  | Eindronde promotie                                                                       |
| 2020/21 | Tercera División (IV)    |             |                                                                                          |
| 2021/22 | Tercera División (V)     | 4de plaats  | Eindronde, uitgeschakeld eerste ronde FC Cartagena B, Behoud                             |
| 2022/23 | Tercera División (V)     | 3de plaats  | Eindronde promotie                                                                       |
| 2023/24 | Segunda Federación (IV)  | 11de plaats | Behoud                                                                                   |
| 2024/25 | Segunda Federación (IV)  |             |                                                                                          |